# Liljenäs
Liljenäs este o arie protejată (arie specială de conservare — SAC, sit de importanță comunitară — SCI) din Suedia întinsă pe o suprafață de 42,4 ha, integral pe uscat.

## Localizare
Centrul sitului Liljenäs este situat la coordonatele 57°04′38″N 13°46′03″E / 57.0773°N 13.7674°E.

## Înființare
Situl Liljenäs a fost declarat sit de importanță comunitară în ianuarie 1997 pentru a proteja un număr necunoscut de specii din flora spontană și fauna sălbatică aflate în arealul zonei. Situl a fost protejat și ca arie specială de conservare în martie 2011.

## Biodiversitate
Situată în ecoregiunea boreală, aria protejată conține 6 habitate naturale: Pajiști fino-scandinave uscate până la mezice, bogate în specii de altitudine mică, Izvoare fino-scandinave și mlaștini produse de izvoare bogate în minerale, Pășuni din zone de pădure fino-scandinave, Pajiști cu Molinia pe soluri calcaroase, turboase sau argilos-nămoloase (Molinion caeruleae), Mlaștini turboase de tranziție și turbării mișcătoare, Mlaștini alcaline.
La baza desemnării sitului se află un număr nedeclarat de specii protejate.